# Pestloppa
Pestloppa (Xenopsylla cheopis) är den loppa som är mest känd för att överföra pestbakterien Yersinia pestis till människor, men även andra arter i släktet Xenopsylla och andra loppsläkten kan sprida bakterien. Arten lever huvudsakligen på råttor och har med dessa spritts över stora delar av världen.
Arterna i släktet Xenopsylla, däribland pestloppan, kallas ibland för råttloppor, men detta namn bör rättare användas om lopparten Nosopsyllus fasciatus.